# ウィークエンド・ミッドナイト☆パーティー
ウィークエンド・ミッドナイト☆パーティー（略称・WM☆P）は、TBSラジオをキーステーションにJRN系列局で1995年（平成7年）10月14日深夜（15日早朝）〜1996年（平成8年）4月6日深夜（7日早朝）の毎週土曜深夜27:00〜29:00（日曜早朝3:00〜5:00）に放送されていた深夜番組。1993年（平成5年）10月〜1995年（平成7年）10月初旬に深夜の平日帯番組として放送された『ミッドナイト☆パーティー』の後継番組としてスタートした。
黒住祐子と四元都華咲をメインパーソナリティに、『ミッドナイト☆パーティー』終了時のパーソナリティが週替わりでゲストで登場した。また坂井美唯子と松宮麻衣子が番組中のコーナーを担当した。
なお、終了から4ヶ月後の1996年（平成8年）8月から1997年（平成9年）3月までラジオ日本で放送された「水曜ミッドナイトパーティー」とは何の関係もない。

## 放送時間
- 土曜深夜（日曜早朝）3:00〜5:00

## パーソナリティー

### レギュラーパーソナリティー
メインパーソナリティー
- 黒住祐子
- 四元都華咲

コーナーパーソナリティー
- 松宮麻衣子（松宮麻衣子のあのねそれはね）　録音
- 坂井美唯子（坂井美唯子のLove Again）　録音だが、坂井美唯子自身がメインでゲストのときはメイン同様生放送

### ゲストパーソナリティー
ミッドナイトパーティー通信（メイン）に出演
- 蛭田有希子（「松宮麻衣子のあのねそれはね」にも1回出演）
- 後藤明子（当時は水上杏子）
- 平松まゆき（「坂井美唯子のLove Again」にも1回出演）
- 額村麻裕（当時は有吉麻裕）
- 石本祥
- 松任谷玉子

「松宮麻衣子のあのねそれはね」コーナーゲスト出演
- 芹川ゆかり（ミッドナイトパーティー通信にも2回出演）
- 平塚優子
- 相沢知
- 中上千鶴

## 放送ネット局
「ミッドナイト☆パーティー」がオンエアされた5局に加え、前番組「宮川賢のラジオはナメるな」をネットした6局（ミッドナイトのオンエア局を除く）のうち東北放送を除く5局がネットに加わり10局ネットとなった。
☆印はミッドナイト☆パーティーから引き続いてオンエアされた局
- TBSラジオ☆
- 北海道放送☆
- 秋田放送
- ラジオ福島
- 新潟放送
- 山陽放送☆
- RKB毎日放送☆
- 大分放送
- 宮崎放送
- 琉球放送☆

## 番組内容

### 大まかな番組の流れ
（放送開始の3:00と終了の4:59以外、時間は大まかな目安で多少前後する）
- 3:00〜3:10　オープニング（黒住と四元のトーク→タイトルコール→挨拶→1曲紹介→今日のFAXテーマ発表）
- 3:10〜3:20　リスナーからのはがきを1枚紹介
- 3:20〜3:50　「松宮麻衣子のあのねそれはね」（メインパーソナリティー・松宮麻衣子）
- 3:50〜3:55　黒住と四元が週替わりでワンマントーク
- 3:55〜4:05　リスナーからのFAX紹介
- 4:05〜4:25　「坂井美唯子のLove Again」（メインパーソナリティー・坂井美唯子）
- 4:25〜4:45　ミッドナイト☆パーティー通信
- 4:45〜4:53　女の子だけのヒ・ミ・ツ（のちにリスナーからのFAX紹介となる）
- 4:53〜4:59　エンディング（リスナーからのFAX紹介→FAX大賞決定→挨拶、4:59に終了）

### 主なコーナー紹介
松宮麻衣子のあのねそれはね（3時台・録音）
- オープニング・最初は変わった食べ物を試食したが、のちに彼女の得意な京都のわらべうたを歌うようになった。
- 前半は挨拶の後、リスナーからのお便りを紹介。その後最初の1曲紹介。
- 後半は「クラブ麻衣子の和夫さんおいでやす」というコーナーで毎日新聞論説委員（当時）の長崎和夫をコメンテーターとして招き、時事問題について語り合う。ほとんど毎日新聞の紙面からが多いが、たまに朝日新聞など他紙の紙面から取り上げることもある。そして必ずお供に酒やワインのアルコール類を用意されているが、当時未成年だった松宮はソフトドリンクだった。なおこのコーナーは松宮がミッドナイト月曜1部時代にやっていた「NEWS25」をそのまま踏襲したもの（ミッドナイト開始当時から月曜深夜1時台枠にこのコーナーがあった）。
- 後半の1曲の後はBGMに乗せて彼女の感じたことをポエム風に紹介。
- エンディングは必ず彼女のオリジナルソング（非CD）である「両手でも足りない」か「ガールフレンド」をかける。
- 当時深夜の生放送の出演が不可能だった平塚優子、相沢知、中上千鶴の高校生パーソナリティーはこのコーナーにゲスト出演した（芹川ゆかりは18歳で高校卒業間近であることから深夜の生出演は可能だった）。また松宮と同じ所属事務所だった蛭田有希子も1回だけこのコーナーにゲスト出演した。
- 1996年2月24日深夜（25日早朝）の放送には当時フジテレビ系で放送されていたドラマ白線流しのヒロイン酒井美紀がゲスト出演した。
- 同年3月30日深夜（31日早朝）放送では当時の高校生パーソナリティーが全員集合した。

坂井美唯子のLove Again（4時台前半）
- オープニングはカフェの話し声をバックに恋愛ポエムを紹介。テーマ曲は彼女自身の曲である「Love Again」。
- 主にリスナーから恋愛に関するお便りを紹介。曲もそれに関するものを2曲紹介。
- エンディングは彼女自身の曲である「同級生」。
- 録音が主だが、自身がミッドナイト☆パーティー通信のゲストの場合は生放送。
- 1995年11月25日深夜（26日早朝）放送では坂井が苦手な食べ物である人参、ピーマン、アスパラが入ったサラダをその日ゲストだった蛭田有希子が作り、坂井が食べる企画だったが成功し、苦手克服を果たした。

ミッドナイト☆パーティー通信（4時台後半）
- ゲストパーソナリティーを週替わりで招いてトークや近況報告を紹介。コーナーパーソナリティーである坂井美唯子も時々呼ばれることもある。時々電話で登場する場合もある（飛び入り参加が多く、スタジオに来られずに電話出演のみは1回）。
- ミッドナイト金曜担当時代「東京深夜探検隊」でおなじみのコンビだった石本祥と松任谷玉子はここでも2人同時ゲストだった。
- 深夜であることから当時高校生だった平塚優子、相沢知、中上千鶴の3人は呼ばれなかった。その代わり「松宮麻衣子のあのねそれはね」のコーナーに呼ばれた。なお芹川ゆかりは当時18歳で高校卒業間近であることからこのコーナーに2度生出演している（逆に蛭田有希子は松宮と同じ所属事務所だったため「あのねそれはね」に1度出演している）。
- 1996年3月30日深夜（31日早朝）放送ではTV版!ミッドナイト☆パーティー終了以来半年ぶりに黒住祐子、四元都華咲、蛭田有希子、後藤明子（出演当時は水上杏子）の4人組が勢揃いした（実はその前に行われた「ミッドナイト東西オリンピック」でも4人登場したが四元だけ岡山RSKのスタジオにいた）。以降この4人組が登場することはなかった。

女の子だけのヒ・ミ・ツ
- 男子禁制のコーナーで、女性リスナーからの悩み相談を直接電話で聞くというコーナー。途中でコーナー打ち切りとなった。

## 主な番組企画

### あいさつ
- 放送時間が午前3時〜5時だという時間帯で「こんばんは」と「おはようございます」が混在するため、リスナーからの公募でこの時間のあいさつを“はよはよばんばん”（おはようとこんばんはの造語）とすることに決まった。以降番組終了まで生放送の場合はこのあいさつを使うことになったが、額村麻裕（当時は有吉麻裕）だけはこのあいさつは使わずに「こんばんは」で通した。
- また松宮麻衣子や坂井美唯子のコーナーではオープニングのあいさつは「こんばんは」だが、リスナーからのお便りで「はよはよばんばん」が出てきた場合はこのあいさつで返した。
- 1回だけ「はよはよばんばん」を番組内に何回言ったかクイズ企画をやったことがある（FAXで募集）。
- しかしこの番組以外ではまったく浸透できず、番組終了と同時に死語となった。

### FAX大賞&直筆ハガキ
- ミッドナイト☆パーティーではリスナーとはハガキとFAXでコミュニケーションを取り合っていたが、ウィークエンドでもこれを継続。毎週テーマを決めてリスナーからFAXを募った。
- そして毎週FAX大賞を1名選出し、大賞となったリスナーには直接電話をかけ、番組おなじみのあいさつ「はよはよばんばん」を合言葉にさせた。
- またハガキでも黒住祐子、四元都華咲、坂井美唯子、松宮麻衣子のレギュラーパーソナリティー4人から毎週各1名ずつメッセージつき直筆入りハガキをプレゼントした。当選者の発表は黒住と四元はオープニングのFAXテーマ発表後、坂井と松宮はそれぞれのコーナーのエンディングに行った。
- さらにクリスマスにはレギュラーパーソナリティー4人のほか、ゲストだった蛭田有希子、石本祥、松任谷玉子の加えた7人のクリスマスプレゼントをリスナーに差し上げた。
- なおミッドナイト☆パーティーでは採用されるごとに番組特製ステッカーを差し上げたが、この番組ではそのようなことはしなかった。

### 番組PR
- 1995年10月28日に大森ベルポートで行われた「ゲームクリエーション'95」のイベントにレギュラーパーソナリティー4人のほか当日放送の松宮麻衣子のコーナーのゲスト出演である相沢知の5人が番組代表として番組をPRした。ちなみに黒住祐子はこの日、その足で日本テレビ系の「スーパースペシャル'95・夜のTOKYO駅伝」に当時所属のホリプロ代表で参加、さらに深夜の生放送に臨んだ。

### ミッドナイト東西オリンピック
- 1996年2月17日深夜（18日早朝）に行われ、メインの黒住祐子が総合司会をつとめ、東西の出身者に分かれて各チーム6人（パーソナリティー3人、リスナー3人）でクイズやゲームで対決した。
- 採点方法はクイズやゲームの成績に加えて、送られてくるFAXの枚数などを換算して勝敗を決めたが、クイズ＆ゲームでは西軍が勝ったのに対し、応援FAXで東軍が上回ったため、総合で東軍の勝利に終わり、一部ではそれに対する不満もあった。
- なお、この日は東京が大雪だったため、最初の2〜3分間と番組途中に大雪情報を流した。

メンバー構成
- 総合司会・黒住祐子
- 東軍（TBSラジオ）　額村麻裕（有吉麻裕）、蛭田有希子、後藤明子（水上杏子）、リスナー代表3人
- 西軍（岡山・山陽放送）　四元都華咲、坂井美唯子、松宮麻衣子、リスナー代表3人